# فرانسيسما ماريوكا دي أوليفيرا
فرانسيسما ماريوكا دي أوليفيرا (بالبرتغالية: Francismar Carioca de Oliveira‏) (18 أبريل 1984 في أوبا في البرازيل – )؛ هو لاعب كرة قدم كان يلعب كلاعب وسط.

## وصلات خارجية
- فرانسيسما ماريوكا دي أوليفيرا على موقع رابطة كرة القدم اليابانية للمحترفين (اليابانية)
- فرانسيسما ماريوكا دي أوليفيرا على موقع قاعدة بيانات كرة القدم.إي يو (الإنجليزية)
- فرانسيسما ماريوكا دي أوليفيرا على موقع Soccerway.com (الإنجليزية)
- فرانسيسما ماريوكا دي أوليفيرا على موقع عالم كرة القدم.نت (الإنجليزية)